# Bundesratswahl 1999
Am 15. Dezember 1999 fanden in der Schweiz die Gesamterneuerungswahlen des Bundesrates statt. Die beiden Kammern des neu gewählten Parlaments, die Vereinigte Bundesversammlung, wählten die Schweizer Regierung, den Bundesrat, für die von 2000 bis 2003 dauernde Amtszeit. Die Sitze wurden einzeln in der Reihenfolge des Amtsalters der Sitzinhaber bestellt.
Nach den Ersatzwahlen wenige Monate zuvor kandidierten alle bisherigen Mitglieder des Bundesrates erneut. Eine Nichtwiederwahl eines amtierenden Bundesrates war äusserst unüblich. Die SVP, die bei den vorangehenden Parlamentswahlen stärkste Partei wurde, forderte vergeblich einen zweiten Sitz.

## Strategien der Fraktionen
- SVP: Als neu stärkste Fraktion forderte die SVP einen zweiten Sitz im Bundesrat. Sie stellte mit Nationalrat Christoph Blocher einen Kampfkandidaten auf, der aber nicht gegen ein Mitglied der kleinsten Bundesratspartei, der CVP, antrat, sondern gegen die SP-Mitglieder Ruth Dreifuss und Moritz Leuenberger.
- andere Fraktionen: Die meisten anderen Fraktionen anerkannten grundsätzlich den Anspruch der SVP auf einen zweiten Bundesratssitz. Sie warfen ihr aber vor, mit ihrer Kandidatur gegen die SP gar keine Konkordanz herstellen zu wollen, da der Anspruch der SP auf ihre beiden Sitze auch nicht bestritten wurde. Ausserdem müsse die SVP warten, bis sich eine Vakanz ergebe.

## Resultate
Alle bisherigen Mitglieder des Bundesrates wurden im ersten Wahlgang bestätigt.
|                         | 1. Wahl              | 2. Wahl              | 3. Wahl               | 4. Wahl                 | 5. Wahl               | 6. Wahl               | 7. Wahl           |
| ----------------------- | -------------------- | -------------------- | --------------------- | ----------------------- | --------------------- | --------------------- | ----------------- |
| ausgeteilte Wahlzettel  | 245                  | 244                  | 244                   | 243                     | 245                   | 245                   | 242               |
| eingegangene Wahlzettel | 245                  | 244                  | 244                   | 243                     | 245                   | 242                   | 241               |
| leer/ungültig           | 14/2                 | 11/0                 | 8/1                   | 6/2                     | 20/1                  | 11/0                  | 7/5               |
| gültig total            | 229                  | 233                  | 235                   | 235                     | 224                   | 231                   | 229               |
| absolutes Mehr          | 115                  | 117                  | 118                   | 118                     | 113                   | 116                   | 115               |
| gewählt ist             | Adolf Ogi: 191       | Kaspar Villiger: 187 | Ruth Dreifuss: 148    | Moritz Leuenberger: 154 | Pascal Couchepin: 124 | Ruth Metzler: 144     | Joseph Deiss: 173 |
| Stimmen haben erhalten  | Franz Steinegger: 11 | Franz Steinegger: 15 | Christoph Blocher: 58 | Christoph Blocher: 58   | Franz Steinegger: 20  | Chiara Simoneschi: 13 | Peter Hess: 10    |
| verschiedene            | 27                   | 31                   | 29                    | 23                      | 80                    | 74                    | 46                |

## Wahl der Bundeskanzlerin

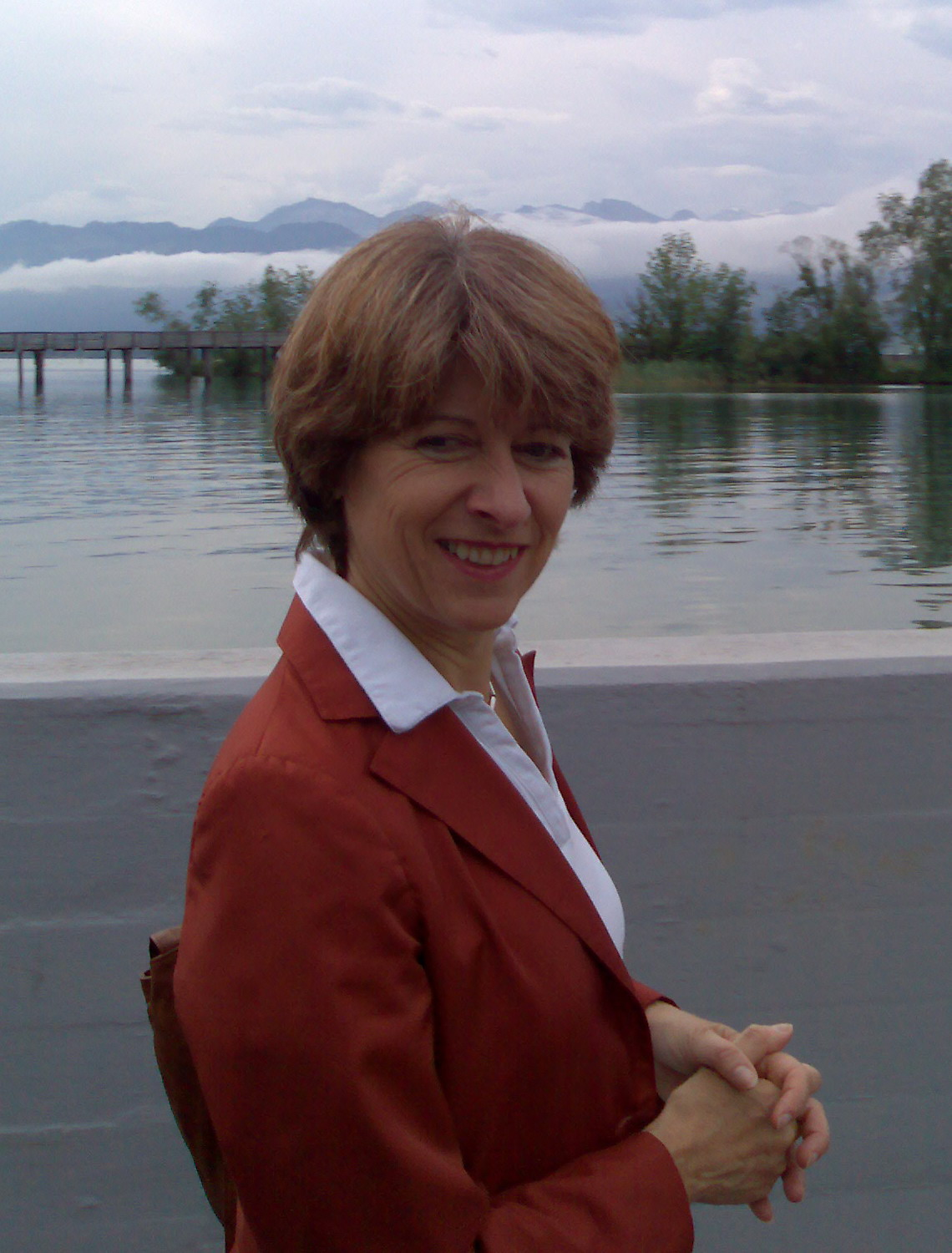
Annemarie Huber-Hotz

Für den zurücktretenden Bundeskanzler François Couchepin musste ein Nachfolger oder eine Nachfolgerin gewählt werden. Für die FDP kandidierte Annemarie Huber-Hotz, die auch von der SVP unterstützt wurde. Die CVP und die Liberalen schlugen Vizekanzler Achille Casanova vor, die SP- und die EVP/LdU-Fraktion Vizekanzlerin Hanna Muralt Müller. Annemarie Huber-Hotz wurde im vierten Wahlgang mit 152 Stimmen gewählt.

## Wahl des Bundespräsidenten
Adolf Ogi wurde mit 176 Stimmen zum Bundespräsidenten für das Jahr 2000 gewählt, Moritz Leuenberger mit 145 Stimmen zum Vizepräsidenten.